# Somnus (341520 Mors-Somnus)
Somnus é um dos componentes do sistema binário denominado de 341520 Mors-Somnus que é formado por dois componentes de tamanho igual. Ele é um objeto transnetuniano que está localizado no Cinturão de Kuiper, uma região do Sistema Solar. Ele tem cerca de 100 km de diâmetro. Somnus e Mors orbitam um centro de massa comum a uma distância de 21 000 ± 160 km.

## Descoberta
Somnus foi descoberto no dia 14 de outubro de 2007, pelos astrônomos S. S. Sheppard e C. Trujillo através do Observatório de Mauna Kea, e recebeu a designação provisória de S/2008 (341520) 1. Sua descoberta foi anunciada em 1 de agosto de 2008.

## Nome
Este objeto foi nomeado em honra ao deus da mitologia romana Somnus. Somnus é a personificação do sono e segundo a mitologia romana ele é gêmeo de Mors, eles são deuses do submundo e descendentes de Nix.